# Roca Sabeia
El Roca Sabeia és una muntanya de 1.211 metres que es troba al municipi de Camprodon, a la comarca catalana del Ripollès.